# Marolles (Marne)
Marolles é uma comuna francesa na região administrativa do Grande Leste, no departamento de Marne. Estende-se por uma área de 4.38 km², e possui 885 habitantes, segundo o censo de 2018, com uma densidade de 200 hab/km².